# Jarmen
Jarmen – miasto w Niemczech, w kraju związkowym Meklemburgia-Pomorze Przednie, w powiecie Vorpommern-Greifswald, siedziba Związku Gmin Jarmen-Tutow. Liczy 2 942 mieszkańców (31 grudnia 2018).

## Toponimia
W najstarszych przekazach nazwa miasta figuruje w formie Germin (1269), Jermin (1277) oraz Jermyn (1290). Pochodzi od połabskiej nazwy odosobowej Jaromin, oznaczającej „gród Jaroma”. Nazwa ta stosowana bywa również jako polska.

## Historia
Pierwsza pisemna wzmianka o osadzie pochodzi z 1269 roku. W 1290 roku Jarmen wzmiankowane było już jako oppidum.

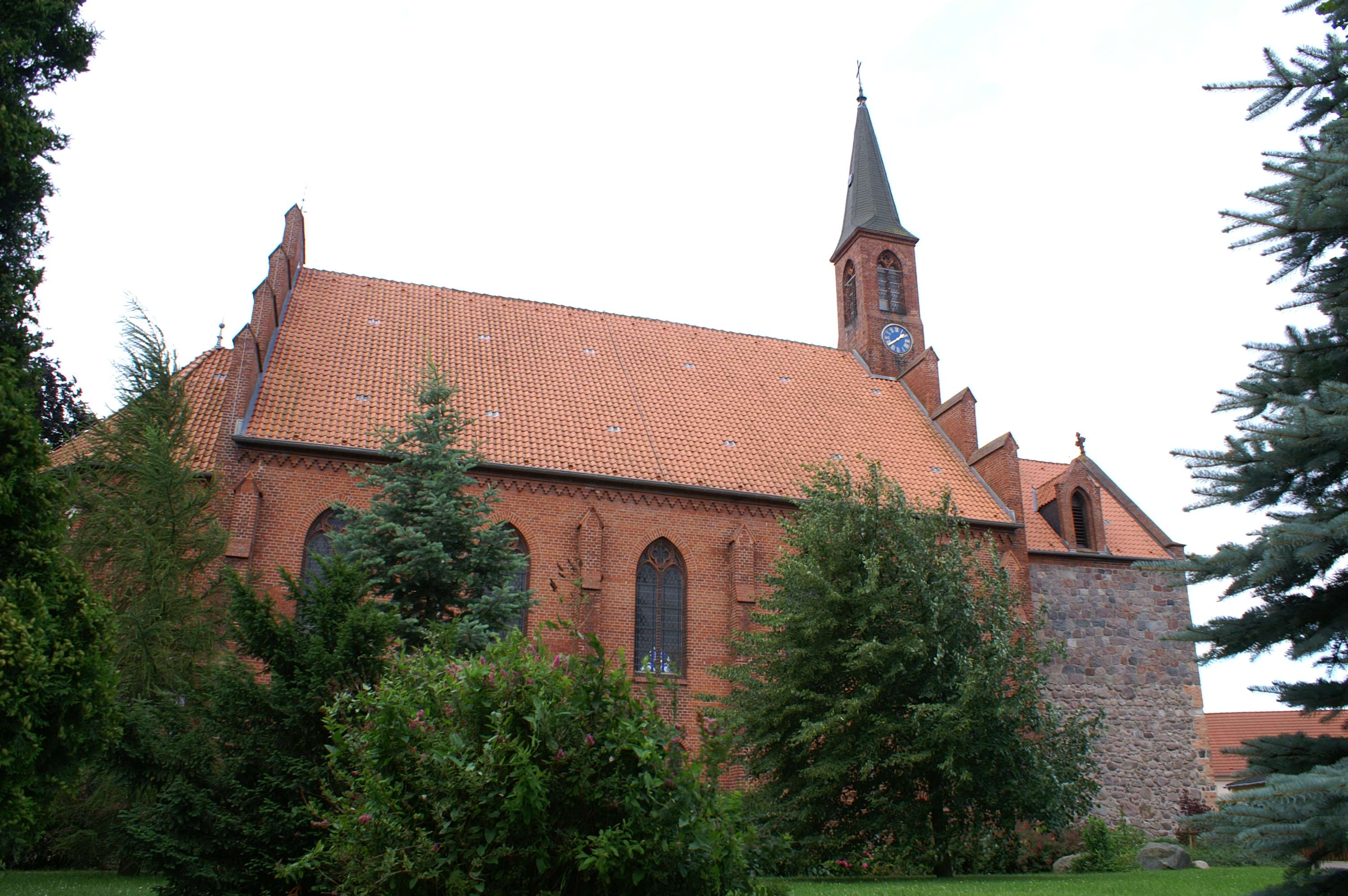
Kościół w Jarmen

## Miasta partnerskie
- Polska Susz